# Geldklammer

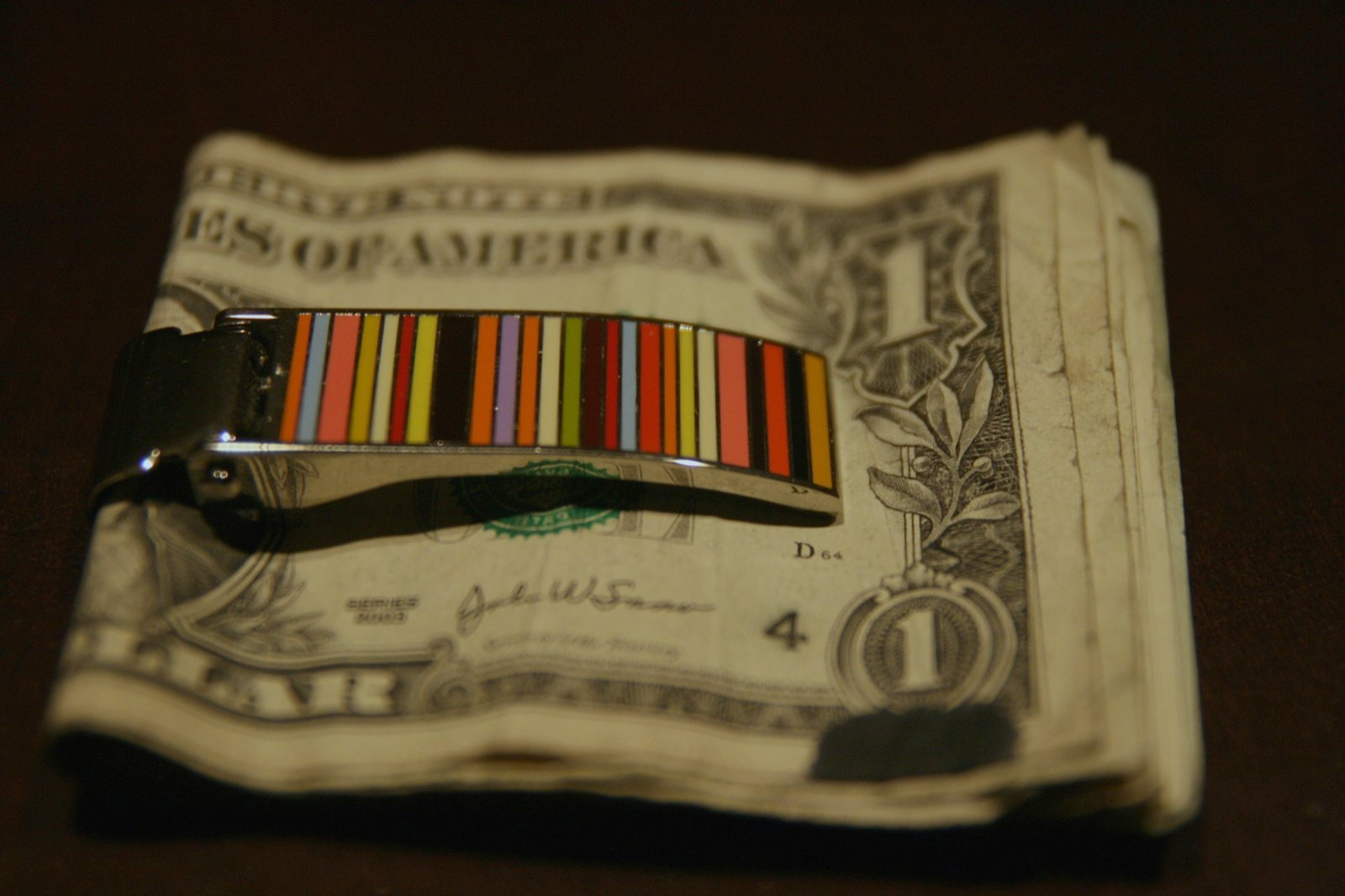
Bunte Geldklammer

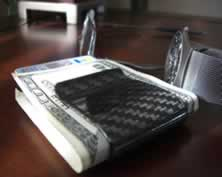
Geldklammer aus Carbonfasern

Eine Geldklammer kann statt eines Portemonnaies zur Aufbewahrung von Geldscheinen verwendet werden.
In der Verwendung von Geldklammern zeigen sich kulturelle Unterschiede: In Regionen, wo es üblich ist, Geldscheine offen mit sich zu tragen, etwa in der Hosentasche, wird sie als praktisch empfunden. Hier ist sie oft selbst aus wertvollem Material. In Regionen wie Mitteleuropa, wo das Geld eher verborgen wird, ist sie dagegen kaum gebräuchlich.
Die Geldklammer hat ihren Ursprung im 7. Jahrhundert und wurde erstmals im chinesischen Raum eingeführt, als das Papiergeld immer mehr in den Vordergrund rückte.
Im Jahr 1901 wurde die Geldklammer zum ersten Mal patentiert und fand so immer mehr Verbreitung in Europa.